# Hovmod staar for Fald (komedie)
 For alternative betydninger, se Hovmod staar for Fald. (Se også artikler, som begynder med Hovmod staar for Fald)
Hovmod staar for Fald (eng. Pride Goes Before a Fall) er en komedie som Karen Blixen skrev allerede som 11-årig. Det blev opført første gang på Rungstedlunds veranda den 27. maj 1896 med familie og venner i hovedrollerne. Desværre er skuespillets manuskript ikke bevaret for eftertiden.